# 仁武区

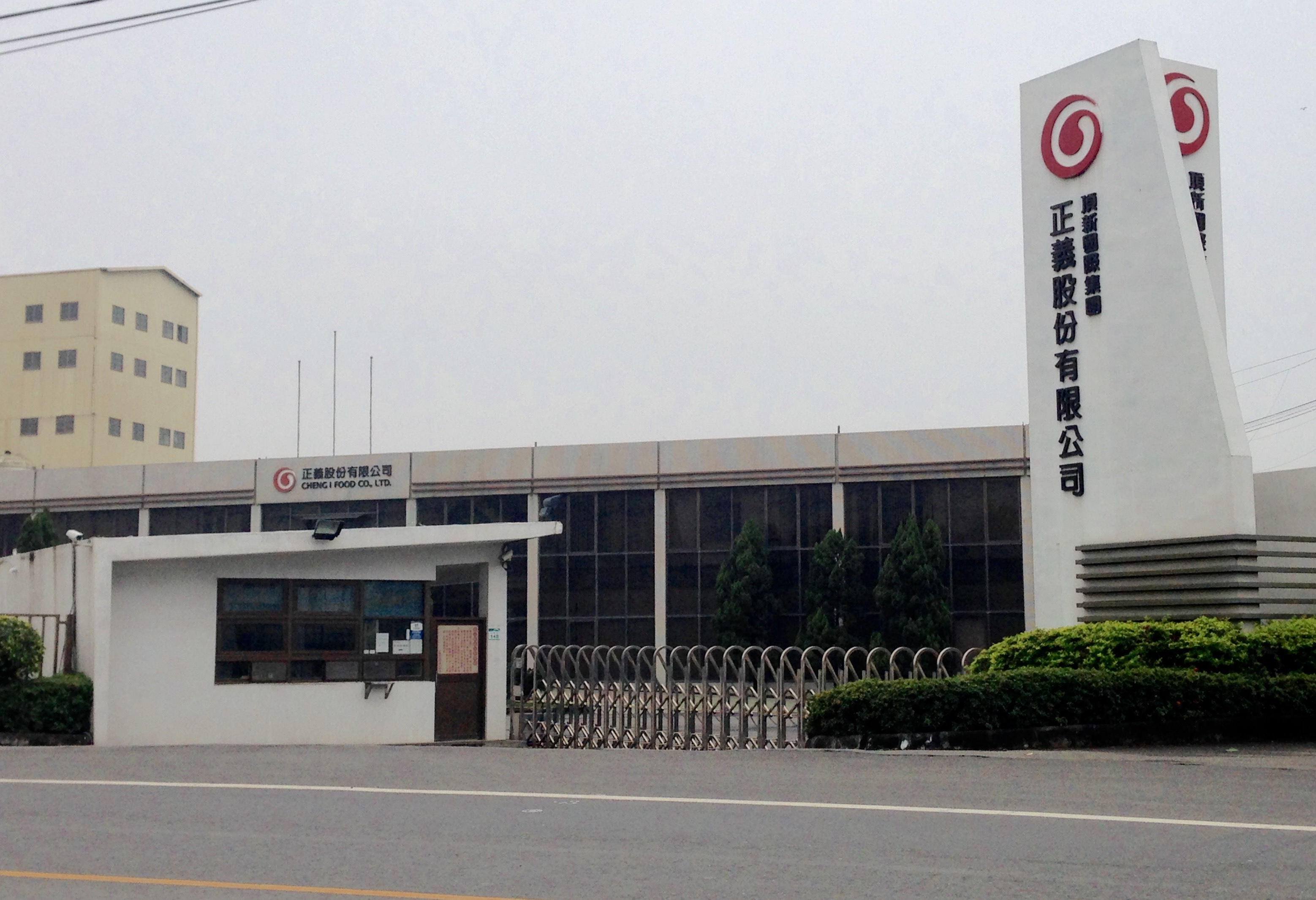
正義股份有限公司

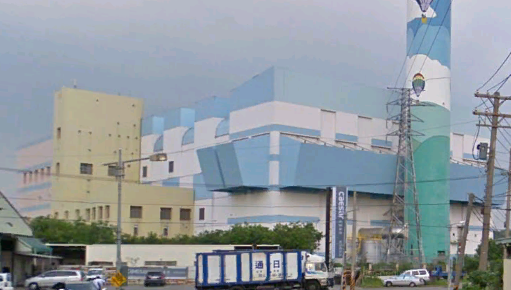
仁武清掃工場

仁武区（レンウー/じんぶ-く）は、高雄市の市轄区。

## 地理
仁武区は高雄市南西部に位置し、北は大社区と、西は三民区、左営区、楠梓区と、東は大樹区と、南は鳥松区とそれぞれ接している。郷西部の地勢平坦であり農業地帯となっている。東部の地勢は丘陵地帯となっており農耕に不適である。熱帯モンスーン気候に属し年間平均気温は23～25℃となっている。

## 歴史
仁武区の地名は明末、鄭成功が屯田を開始し、「仁武鎮」の管轄としたことに由来する。清代には「仁武庄」と称され鳳山県に帰属した。日本統治時代の1920年に実施された台湾地方改制の際、仁武庄は高雄州高雄郡の管轄となった。1924年、高雄郡が高雄市の管轄とされると、仁武地区は鳳山郡に帰属するようになった。台湾の中華民国への編入後は高雄県仁武郷に改編、2010年12月25日に高雄県が高雄市に編入されたことによって仁武区となり、現在に至る。

## 行政区
| 里 |
| --- |
| 中華里、高楠里、五和里、八卦里、大湾里、赤山里、仁和里、仁慈里、竹後里、後安里、仁武里、湾内里、考潭里、文武里、烏林里、仁福里 |

## 歴代区長
| 代 | 氏名 | 退任日 |
| -- | ---- | ------ |

## 教育

### 高級中学
- 高雄市立仁武高級中学

### 国民中学
- 高雄市立大湾国民中学

### 国民小学
| - 高雄市仁武区仁武国民小学 - 高雄市仁武区八卦国民小学 - 高雄市仁武区湾内国民小学 | - 高雄市仁武区烏林国民小学 - 高雄市仁武区登発国民小学 - 高雄市仁武区竹後国民小学 |

### 特殊学校
- 高雄市立仁武特殊教育学校

## 交通
| 種別 | 路線名称             | その他          |
| ---- | -------------------- | --------------- |
| 国道 | 国道1号 中山高速道路 | 楠梓IC・鼎金JCT |
| 国道 | 国道10号 高雄支線    | 鼎金JCT・仁武IC |
| 省道 | 台1線                | 高楠公路        |
| 市道 | 市道183号            |                 |
| 市道 | 市道186号            |                 |
| 市道 | 市道186号甲線        |                 |

## 観光
- 仁武新庄元帥府
- 仁武霞海城隍廟
- 観音湖（中国語版）
- 仁武林姓宗祠